# Olga Kosek
Olga Kosek (* 1991 Polsko) je polská horolezkyně a reprezentantka v ledolezení, vítězka celkového hodnocení evropského poháru, instruktorka sportovního a skalního lezení PZA.

## Výkony a ocenění
- medaile ze závodů evropského poháru v ledolezení
- finalistka závodů světového poháru
- 2016: druhé místo na mistrovství Slovenska, drytooling, obtížnost
- 2018: finalistka mistrovství světa
- 2021: vítězka celkového hodnocení světového poháru
- 2022: třetí místo v celkovém hodnocení světového poháru
- 2023: druhé místo v celkovém hodnocení světového poháru

### Lezení ve skalách a horách
- sportovní cesty do obtížnosti VI.4+/5 RP polské klasifikace
- cesty po vlastním jištěním do obtížnosti VI.4+ RP polské klasifikace
- zimní drytoolové cesty do obtížnosti D11 (RP), D 10- (flash)
- zimní cesty ve Vysokých Tatrách do obtížnosti 8/8- RP
- 2016: spoluautorka cesty Opętanie, X, východní stěna Ministranta ve Vysokých Tatrách

### Závodní výsledky
| Mistrovství světa v ledolezení | Mistrovství světa v ledolezení | Mistrovství světa v ledolezení | Mistrovství světa v ledolezení | Mistrovství světa v ledolezení | Mistrovství světa v ledolezení |
| Rok                            | 2015                           | 2017                           | 2018                           | 2019                           | 2022                           |
| ------------------------------ | ------------------------------ | ------------------------------ | ------------------------------ | ------------------------------ | ------------------------------ |
| Obtížnost                      | 19                             | 19                             | 7                              | 10                             | 13                             |
| Rychlost                       | 14                             | 13                             | 6                              | —                              | 7                              |
| Kombinace                      | —                              | —                              | 7                              | —                              | —                              |

| Světový pohár v ledolezení | Světový pohár v ledolezení | Světový pohár v ledolezení | Světový pohár v ledolezení | Světový pohár v ledolezení | Světový pohár v ledolezení | Světový pohár v ledolezení | Světový pohár v ledolezení | Světový pohár v ledolezení |
| Rok                        | 2014                       | 2015                       | 2016                       | 2017                       | 2018                       | 2019                       | 2020                       | 2023                       |
| -------------------------- | -------------------------- | -------------------------- | -------------------------- | -------------------------- | -------------------------- | -------------------------- | -------------------------- | -------------------------- |
| Obtížnost                  | 17                         | 15                         | 24                         | 11                         | 13                         | 8                          | 9                          | 10                         |
| jednotlivě* (0/0/0)        | -,-,15, 16,18              | 10,16,23-28, 19,19,(25)    | 15,24-26, 28-30,28         | 10,10,23-24, 9,23-25       | 17-24,11, 11,17,22         | (18),4,14, 6,10,10         | 13,13,11                   | 8-9,11,11                  |
|                            |                            |                            |                            |                            |                            |                            |                            |                            |
| Rychlost                   | —                          | 10                         | 9                          | 8                          | 16                         | 10                         | 25-26                      | 2                          |
| jednotlivě* (0/0/1)        | —                          | 8,-,-, 13,10,14            | -,9, 11,12                 | 8,10, 13,15                | 13,12, -,20,22             | 11,(15),11, 11,13,6        | -,-,12                     | 4,,7                       |

* poznámka: napravo jsou poslední závody v roce
| Mistrovství Evropy v ledolezení | Mistrovství Evropy v ledolezení | Mistrovství Evropy v ledolezení | Mistrovství Evropy v ledolezení | Mistrovství Evropy v ledolezení | Mistrovství Evropy v ledolezení | Mistrovství Evropy v ledolezení |
| Rok                             | 2016                            | 2018                            | 2020                            | 2021                            | 2022                            | 2023                            |
| ------------------------------- | ------------------------------- | ------------------------------- | ------------------------------- | ------------------------------- | ------------------------------- | ------------------------------- |
| Obtížnost                       | 21-22                           | 18                              | 10                              | —                               | 4                               | 9                               |
| Rychlost                        | 10                              | 19                              | 12                              | —                               | 13                              | 3                               |

* poznámka: v roce 2023 se ME neúčastnili ruští závodníci
| Evropský pohár v ledolezení | Evropský pohár v ledolezení | Evropský pohár v ledolezení | Evropský pohár v ledolezení | Evropský pohár v ledolezení | Evropský pohár v ledolezení | Evropský pohár v ledolezení |
| Rok                         | 2018                        | 2018/2019                   | 2019/2020                   | 2020/2021                   | 2021/2022                   | 2022/2023                   |
| --------------------------- | --------------------------- | --------------------------- | --------------------------- | --------------------------- | --------------------------- | --------------------------- |
| Obtížnost                   |                             |                             | 6                           | 1                           | 3                           | 2                           |
| jednotlivě* (2/1/2)         |                             |                             | -,5,,-                      | ,-                          | -,,,-,7,4                   | 5,7,,6                      |
|                             |                             |                             |                             |                             |                             |                             |
| Rychlost                    | 2                           | nezávodilo se               | nezávodilo se               | nezávodilo se               | nezávodilo se               | nezávodilo se               |
| jednotlivě* (0/1/0)         | 5,                          | nezávodilo se               | nezávodilo se               | nezávodilo se               | nezávodilo se               | nezávodilo se               |

* poznámka: napravo jsou poslední závody v roce